# Stipanovci
Stipanovci  je naselje u Hrvatskoj, regiji Slavoniji u Osječko-baranjskoj županiji i pripada općini Podgorač.

## Zemljopisni položaj
Stipanovci se nalaze na 137 metara nadmorske visine (središte sela) u području gdje sjeverni obronci Krndije prelaze u nizinu istočnohrvatske ravnice. Selo se nalazi na državnoj cesti D515 Našice D2 - Đakovo D7. Susjedna naselja: zapadno Vukojevci naselje u sastavu grada Našice, sjeverno Kelešinka, istočno općinsko središte Podgorač i južno Kršinci. Pripadajući poštanski broj je 31433 Podgorač, telefonski pozivni 031 i registarska pločica vozila NA (Našice). Površina katastarske jedinice naselja Stipanovci je 2,50 km·102.

## Stanovništvo
| broj stanovnika | 225   | 275   | 161   | 277   | 355   | 429   | 461   | 518   | 570   | 589   | 603   | 572   | 475   | 476   | 445   | 398   | 367   |
|                 | 1857. | 1869. | 1880. | 1890. | 1900. | 1910. | 1921. | 1931. | 1948. | 1953. | 1961. | 1971. | 1981. | 1991. | 2001. | 2011. | 2021. |

U 1869. sadrži podatke za naselje Kelešinka. Prema prvim rezultatima Popisa stanovništva 2011. u Stipanovcima je živjelo 404 stanovnika u 136 kućanstva.

## Crkva
U selu se nalazi rimokatolička crkva Svih svetih koja pripada katoličkoj župi Sv. Nikole Biskupa u Podgoraču i našičkom dekanatu Požeške biskupije. Crkveni god (proštenje) ili kirvaj slavi se 1. studenog.

## Obrazovanje i školstvo
U selu se nalazi škola do četvrtog razreda koja radi u sklopu Osnovne škole Hinka Juhna u Podgoraču.

## Šport
Nogometni klub Mladost Stipanovci natječe se u sklopu 2. ŽNL NS Našice.

## Ostalo
- Dobrovoljno vatrogasno društvo Stipanovci, osnovano 1932.
- Književna udruga duhovnog stvaralaštva "Križari" Stipanovci

## Vanjska poveznica
- http://www.podgorac.hr/
- http://os-hjuhna-podgorac.skole.hr/